# Patrick Eyk
Patrick Eyk (Amsterdam, 6 juni 1966 – Amsterdam, 10 januari 2019) was een Nederlands wielrenner.

## Loopbaan
Eyk begon zijn profcarrière bij de Nederlandse wielerploeg Buckler in 1990 als stagiair, nadat hij in 1989 de Dokkumse Woudenomloop had gewonnen. Hij bleef daarna opvallen door onder andere de Ronde van Midden-Zeeland en de etappekoers Omloop van de Mijnstreek te winnen als amateur, en een aantal sterke ereplaatsen te behalen. Na twee volle jaren bij Buckler, waarin hij onder meer de GP Briek Schotte won, maakte hij de overstap naar de Verenigde Staten. Daar reed hij tot en met 1998 ieder jaar in een andere ploeg. Veel winnen deed hij niet. De belangrijkste overwinning na zijn overstap was in 1997 de negende etappe in de Clasica Regatas Lima in Peru.
Op donderdag 22 april 1999 was Eyk te zien als cipier in de Nederlandse RTL 4-soapserie Goede tijden, slechte tijden.
Patrick Eyk was de zoon van pianist en wielerliefhebber Tonny Eyk. Hij was werkzaam in de luchtvaartindustrie en was vader van één zoon. Hij overleed onverwachts in 2019 op 52-jarige leeftijd.

## Belangrijkste overwinningen
1989
Dokkumse Woudenomloop
Ronde van Midden-Zeeland (Amateurs)
1991
GP Briek Schotte
Grand Prix de la Libération (ploegentijdrit)

## Resultaten in voornaamste wedstrijden
|      | \| Jaar \| \| WK op de weg \| \| ---- \| \| ------------ \| \| 1995 \| \| opgave \| |              |
| Jaar |                                                                                     | WK op de weg |
| 1995 |                                                                                     | opgave       |

## Ploegen
- 1991 –  Buckler
- 1992 –  Buckler
- 1993 –  Subaru-Montgomery (vanaf 01-05)
- 1994 –  Choice Accountancy (vanaf 01-05)
- 1995 –  Shaklee (vanaf 01-04)
- 1996 –  Plymouth-Killer Loop
- 1997 –  Shaklee (vanaf 01-05)
- 1998 –  Navigators-Somerset